# Priscilla, Queen of the Desert (Musical)
Priscilla, Queen of the Desert ist ein Jukebox-Musical basierend auf dem Film Priscilla – Königin der Wüste von Stephan Elliott, der gemeinsam mit Allan Scott auch das Buch zum Musical schrieb. Die Musik stammt von verschiedenen Interpreten und wurde teilweise auch im Film verwendet. Das Musical erzählt die Geschichte von zwei Dragqueens und einer Transsexuellen und ihrer Reise durch das australische Outback.

## Inhalt
1. Akt
Anthony „Tick“ Belrose tritt als Drag-Queen Mitzi in einem Club auf, als seine Ex-Frau Marion anruft, von der er sich vor einigen Jahren aufgrund seiner Homosexualität getrennt hatte. Sie bittet ihn, für ein paar Wochen in Alice Springs aufzutreten. Zunächst reagiert Tick ablehnend, aber nachdem Marion ihm sagt, ihr gemeinsamer Sohn, der mittlerweile achtjährige Benjamin, wolle seinen Vater kennenlernen, willigt er doch ein.
Tick fragt die Transsexuelle Bernadette, die als Ralph geboren wurde, ihn zu begleiten. Auf der Beerdigung ihres verstorbenen Mannes stimmt Bernadette zu, Tick zu begleiten. Außerdem fragt Tick Adam Whitely, der als Drag-Queen Felicia auftritt, der ebenfalls zusagt. Bernadette findet Adam zwar unsympathisch und Adam macht ständig Witze über Bernadettes altes Leben als Mann, aber da Tick um den Gefallen bittet, machen sich die drei schließlich gemeinsam auf den langen Weg nach Alice Springs. Für ihre Reise kaufen sie einen alten Bus, den sie „Priscilla, Queen of the Desert“ taufen.
Als sie in einem kleinen Ort Pause machen, gehen sie als Drag-Queens in eine Bar. Nachdem sie zu ihrem Bus zurückkehren, wurde dieser mit homophoben Parolen beschmiert, was Tick sehr traurig macht. Doch Adam und Bernadette können ihn beruhigen und neuen Mut geben, so dass die Reise weitergeht. Als am nächsten Morgen der Bus mit einem Schaden liegenbleibt, kauft Adam rosa Farbe, um die homophoben Parolen zu übermalen und den ganzen Bus umzugestalten. Die Bewohner eines nahe gelegenen Ortes erweisen sich als viel freundlicher und weltoffener als die Bewohner des vorigen Ortes. Unter ihnen befindet sich auch der Mechaniker Bob, der zustimmt, den Bus zu reparieren. Erfreut über die Hilfsbereitschaft und dass sie Menschen gefunden haben, die sie akzeptieren, feiern die drei zusammen mit den Dorfbewohnern.
2. Akt
Bernadette erfährt, dass der Mechaniker Bob sie vor vielen Jahren in Paris gesehen hat, als sie Teil der Gruppe „Les Girls“ war. Die beiden beginnen langsam, Gefühle für einander zu entwickeln. Als das Trio später in einer Bar des Dorfes einen Auftritt macht, werden sie von Bobs Frau Cynthia unterbrochen, die mit einer höchst eigenwilligen Performance die Aufmerksamkeit auf sich lenkt.
Als das Trio den Ort verlässt, fragt Bernadette Bob, ob er die drei ein Stück begleiten will und zu seiner alten Heimat mitfahren will. Dieser stimmt schließlich zu. Dort angekommen, versucht Adam aufgemacht als Felicia Männer kennenzulernen. Doch er wird gejagt und beinahe Opfer eines Hassverbrechens, wovor ihn Bernadette durch ihr Eingreifen bewahrt.
Nachdem sie endlich in Alice Springs angekommen sind, denkt Tick nochmal über die ganze Reise nach. Schließlich tritt das Trio auf und Tick lernt endlich seinen Sohn kennen, der seinen Vater so akzeptiert wie er ist. Als das Trio nach dem Auftritt über ihre Pläne für die Zeit nach Alice Springs spricht, stellen sie fest, dass sie eigentlich ganz gut zusammen passen und dass sie nicht auseinandergehen wollen. So beschließen sie, weiterhin gemeinsam aufzutreten.

## Musik

### Australien, Neuseeland und London
Die folgende Übersicht zeigt die Musik der Produktionen in Australien und Neuseeland. Für die Londoner Produktion gab es nur kleinere Änderungen, so wurde beispielsweise die Reprise von Go West durch Come into my World ersetzt und Confide in Me wurde durch ein Medley ersetzt, in dem es aber nach wie vor Teil des Medleys ist.
1. Akt
- Ouvertüre – Orchester
- Downtown – The Divas und Ensemble
- I’ve Never Been to Me – Tick und The Divas
- What’s Love Got to Do with It – Miss Understanding
- Don’t Leave Me This Way – Bernadette, Tick und Ensemble
- Venus – Felicia und the Boys
- Go West – Bernadette, Tick, Adam und Ensemble
- I Say a Little Prayer – Tick und The Divas
- I Love the Nightlife – Shirley, Bernadette, Mitzi, Felicia und Ensemble
- Both Sides, Now – Bernadette, Tick und Adam
- Follie! Delirio vano è questo! Sempre libera (aus La traviata) – Felicia und The Divas
- Colour My World – Adam, Tick, Bernadette und Ensemble
- I Will Survive – Bernadette, Adam, Tick, Jimmy und Ensemble

2. Akt
- Thank God I’m a Country Boy – Ensemble
- A Fine Romance – Junge Bernadette und Les Girls
- Shake Your Groove Thing – Mitzi, Bernadette, Felicia und The Divas
- Pop Muzik – Cynthia und Ensemble
- A Fine Romance (Reprise) – Bob
- Girls Just Wanna Have Fun – The Divas und Adam
- Hot Stuff – Felicia, The Divas und Bernadette
- MacArthur Park – Bernadette, Tick, Adam und Ensemble
- Boogie Wonderland – Marion und Ensemble
- The Morning After – Mitzi, Bernadette, Felicia und The Divas
- Go West (Reprise) – Adam
- Always on My Mind – Tick und Benjamin
- Confide in Me – Felicia
- We Belong – Felicia, Mitzi und Bernadette
- Finale (Finally / Shake Your Groove Thing / Hot Stuff / I Love the Nightlife / I Will Survive) – Ensemble

### New York
Für die Broadway-Produktion (und auch bereits bei den Pre-Broadway-Tryouts im kanadischen Toronto) hat es umfangreichere Änderungen an der Musik gegeben. Die folgende Übersicht zeigt die Musik der Original-Broadway-Produktion.
1. Akt
- Ouvertüre – Orchester
- It’s Raining Men – The Divas, Tick und Ensemble
- What's Love Got to Do with It – Miss Understanding
- I Say a Little Prayer – Tick
- Don’t Leave Me This Way – Bernadette, Tick und Ensemble
- Material Girl – Felicia und the Boys
- Go West – Bernadette, Tick, Adam und Ensemble
- Holiday / Like a Virgin – Adam, Tick und Bernadette
- I Say a Little Prayer (Reprise) – Tick und The Divas
- I Love the Nightlife – Shirley, Bernadette, Mitzi, Felicia und Ensemble
- True Colors – Bernadette, Mitzi und Felicia
- Follie! Delirio vano è questo! Sempre libera (aus La traviata) – Felicia und The Divas
- Colour My World – Adam, Tick, Bernadette und Ensemble
- I Will Survive – Bernadette, Felicia, Mitzi, Jimmy und Ensemble

2. Akt
- Thank God I'm a Country Boy – Ensemble
- A Fine Romance – Junge Bernadette und Les Girls
- Thank God I'm a Country Boy (Reprise) – Ensemble
- Shake Your Groove Thing – Mitzi, Bernadette, Felicia und The Divas
- Pop Muzik – Cynthia und Ensemble
- A Fine Romance (Reprise) – Bob
- Girls Just Wanna Have Fun – Adam und The Divas
- Hot Stuff – Felicia, The Divas und Bernadette
- MacArthur Park – Bernadette, Tick, The Divas und Ensemble
- Boogie Wonderland – Ensemble
- The Floor Show – Mitzi, Bernadette, Felicia und Ensemble
- Always on My Mind / I Say a Little Prayer – Tick, Benjamin
- Like a Prayer – Felicia und Ensemble
- We Belong – Felicia, Mitzi, Bernadette und Ensemble
- Finale – Ensemble

## Aufführungsgeschichte

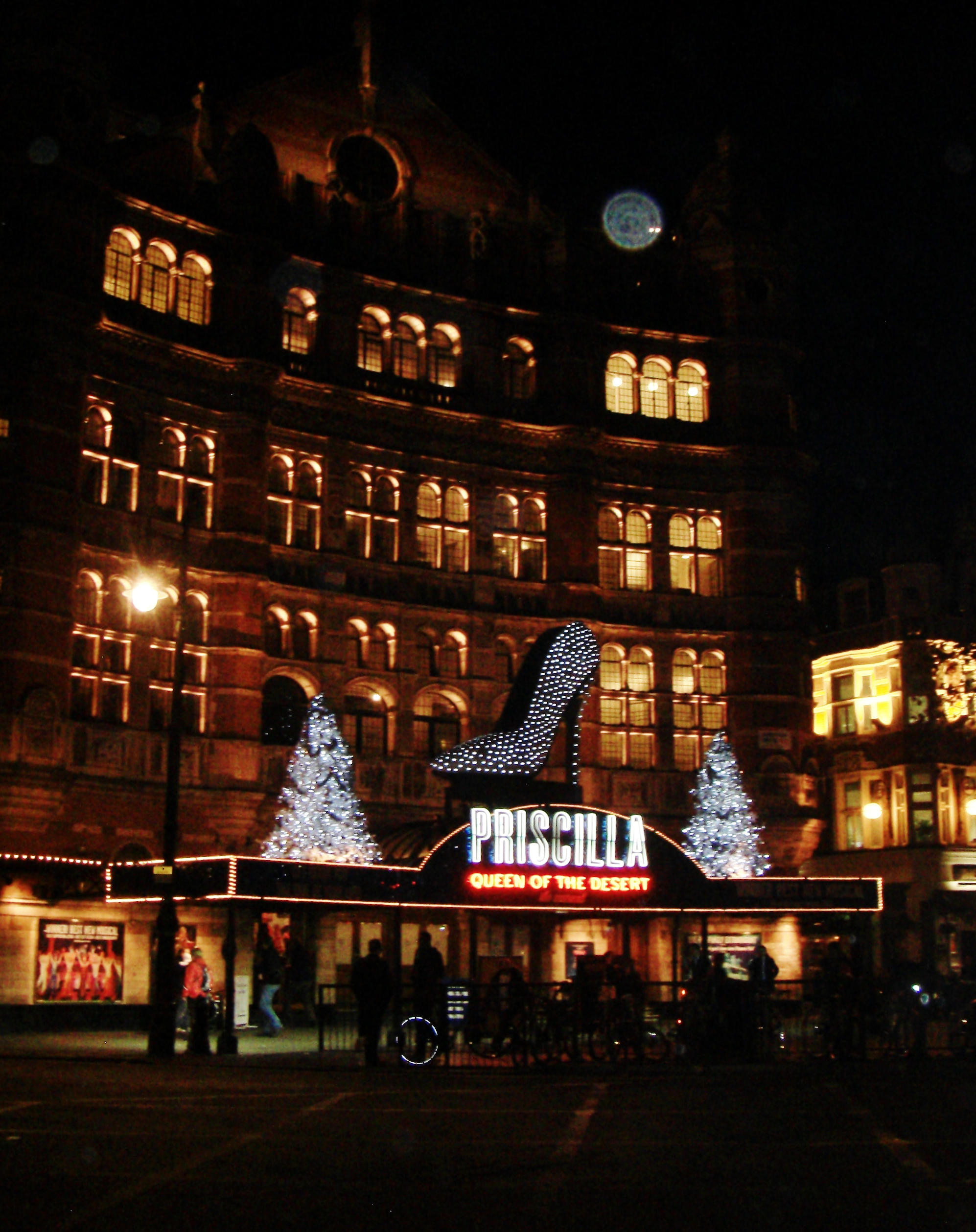
Priscilla, Queen of the Desert im Londoner Palace Theatre (Dezember 2011).

- 7. Oktober 2006 – 2. September 2007: Lyric Theatre, Star City Casino, Sydney, Australien.
- 6. Oktober 2007 (Previews ab 28. September 2007) – 27. April 2008: Regent Theatre, Melbourne, Australien.
- 28. Mai 2008 – 6. Juli 2008: Auckland, Neuseeland.
- 7. Oktober 2008 – 21. Dezember 2008: Lyric Theatre, Star City Casino, Sydney, Australien (begrenztes Revival anlässlich des zweiten Geburtstags der Premiere).
- 23. März 2009 (Previews ab 10. März 2009) – 31. Dezember 2011: Palace Theatre, London.
- 12. Oktober 2010 – 2. Januar 2011: Princess of Wales Theatre, Toronto, Kanada. (Offizielles Pre-Broadway Tryout, das aufgrund des großen Erfolgs einen Monat länger als geplant gespielt wurde.)
- 20. März 2011 (Previews ab 28. Februar 2011) – 24. Juni 2012: Palace Theatre, Broadway, New York City.
- 1. Jänner 2022: Musiktheater Linz, Österreichische Erstaufführung (Broadway-Fassung)

Daneben gab es zahlreiche weitere internationale Produktionen, unter anderem in Schweden, Spanien, Italien, Griechenland, Brasilien, Südkorea, Japan, Frankreich sowie Tournee-Produktionen in den USA und in Großbritannien.

## Tonträger
- Priscilla, Queen of the Desert – Original Australian Cast Recording (veröffentlicht am 29. September 2007).
- Priscilla, Queen of the Desert – Original Broadway Cast Recording (veröffentlicht am 5. April 2011).